# Josef Kneifel
Josef Kneifel (* 15. November 1942 in Weißig, Niederschlesien; † 27. Oktober 2020 in Radebeul) war ein Dissident und politischer Häftling in der DDR. Am 9. März 1980 verübte er einen Bombenanschlag auf das Panzerdenkmal eines sowjetischen T-34-Panzers in Karl-Marx-Stadt, um gegen die andauernde sowjetische Besatzung zu protestieren. Anlass war die sowjetische Militärintervention in Afghanistan. Für diesen Anschlag auf das Denkmal wurde Kneifel zu lebenslanger Haft verurteilt. Durch Schikanen und Misshandlungen während der Haftzeit erlitt er schwere gesundheitliche Schäden.

## Leben
Kneifel wuchs bei Pflegeeltern in Sachsen auf, absolvierte eine Lehre als Fleischer, später als Dreher und arbeitete im VEB Erste Maschinenfabrik Karl-Marx-Stadt. Er wurde Mitglied der FDJ und der Freiwilligen Helfer der Volkspolizei. Später bewarb er sich nach einer Fleischerlehre 1960 beim Wachregiment „Feliks Dzierzynski“ des Ministeriums für Staatssicherheit, wurde wegen einer Nierenschwäche jedoch abgelehnt.
Nach der Niederschlagung des Prager Frühlings durch die Armeen des Warschauer Pakts 1968 klebte Kneifel Protestplakate. 1972 stellte Kneifel mehrere Ausreiseanträge. Nach systemkritischen Äußerungen über die SED, die Blockparteien, die DDR-Gewerkschaften und die Sowjetunion mit ihren Gulags im Rahmen einer Brigadediskussion seines Betriebes wurde er nach sechs Monaten Untersuchungshaft am 28. August 1975 wegen „Staatsverleumdung“ zu zehn Monaten Gefängnis verurteilt. Die verbrachte er in Haldensleben, sechs Monate davon auf einer 7,5 m² kleinen Zelle mit drei Schwerkriminellen. Nach der Haft erlaubte man ihm nicht, in seinen Betrieb zurückzukehren, er fand in einer kleinen Metallfirma eine neue Anstellung.

### Anschlag in Karl-Marx-Stadt
Im Dezember 1977 hatten Josef Kneifel und sein Freund Horst K., ein ehemaliger Panzerkommandant bei der NVA, mit der Vorbereitung begonnen. Die Bombe mit einer Ladung von 11,5 kg war aus frei verfügbaren Komponenten selbst gebaut, im Herbst 1979 fertiggestellt und in der Erdbeersiedlung im nahegelegenen Niederlichtenau versteckt worden. Auch zwei selbstgefertigte Revolver samt Munition und acht selbstgebaute Stielhandgranaten führten sie mit sich: „Lebend sollten die uns nicht kriegen“, sagte Kneifel in einem Interview im Jahre 2005.
Kneifel und Horst K. erwogen vor der Ausführung der Tat, dass es bei der Sprengung zu Personenschäden kommen könnte. Sie wählten als Tatzeitpunkt einen Sonntagabend mit Schneeregen und Fernsehkrimi, an dem weniger Autofahrer oder Spaziergänger auf der Straße zu erwarten waren.
Am 9. März 1980 gegen 21 Uhr fuhr Kneifel in einem Trabant mit falschen Kennzeichen zum Panzerdenkmal, das offiziell Denkmal für die Befreiungstaten der Roten Armee und deren Verdienste bei der Zerschlagung des Hitlerfaschismus hieß, bei dem ein sowjetischer T-34 Panzer auf einem übermannshohen Sockel stand. Das Denkmal befand sich in an der Ecke Frankenberger Straße/Dresdner Straße.
Gegen 21:30 Uhr brachte er die Bombe mit einem Zeitzünder unter dem Panzer an. Gegen 22 Uhr explodierte die Bombe, beschädigte die linke Umlaufkette und schleuderte eine 250 Kilogramm schwere Laufrolle des Panzers 50 Meter weit auf ein nahegelegenes Gelände der Volkspolizei. Fensterscheiben in der Umgebung gingen zu Bruch, Verletzte gab es keine.
Anlass für die Tat war der Einmarsch sowjetischer Truppen in Afghanistan. Kneifel erklärte später seine Tat als Zeichen gegen ein „Symbol des Stalin-Imperialismus“. Die Widerstandsaktion verstand er als „befreiende Tat“, mit der er „die Last der Mitschuld durch Schweigen und Dulden von den Schultern“ warf.
Nach längeren und äußerst umfangreichen, aber erfolglosen Ermittlungen von Polizei und Staatssicherheit wurde der Täter durch eine Abhöraktion bei einem Pfarrer der jungen Gemeinde des Sohnes von Josef Kneifel ermittelt und am 18. August 1980 verhaftet. Möglich wurde dies, weil der Pfarrer seinen Vorgesetzten vertraulich gemeldet hatte, dass er über den Täter Bescheid wisse, aber an das Beichtgeheimnis gebunden sei und deshalb um Rat bat. Das Gespräch zwischen dem Pfarrer und seinem Superintendenten wurde von der Staatssicherheit abgehört.

### Verurteilung und Haft
Am 9. März 1981 wurde Kneifel vom Bezirksgericht Karl-Marx-Stadt zu lebenslanger Haft verurteilt. Kneifel reagierte darauf mit dem Ausruf: „Genug den Namen des Volkes missbraucht, ihr Lakaien!“ Sein Komplize Horst K. wurde zu zwölf Jahren Gefängnis verurteilt. Seine Frau Irmgard, die der Panzersprengung zugestimmt hatte, erhielt zwei Jahre Gefängnis wegen Nichtanzeigen einer Straftat, der Sohn eine Bewährungsstrafe.
Kneifel saß nach eigenen Angaben bis 1987 in Isolationshaft, ab 1984 im Arrestkeller der Strafvollzugseinrichtung Bautzen I in einer vier Quadratmeter großen Zelle ohne Fenster und Tageslicht. In der Haft begann Kneifel umgehend einen Hungerstreik und wurde 14 Monate zwangsernährt und ins Haftkrankenhaus Meusdorf eingewiesen.  Weil er sich nicht als „Strafgefangener“, sondern als „politischer Gefangener der Honecker-Bande“ meldete, wurde er mehrfach misshandelt. Er wollte sich als politischer Gefangener verstanden wissen und fühlte sich durch das Tragen der Anstaltskleidung als Krimineller gebrandmarkt. Er riss die gelben Streifen von der Anstaltskleidung, schrieb höhnische Parolen an die Zellenwände, bespritzte die Aufseher mit Blut oder Urin und wurde dafür wiederholt mit weiteren strafverschärfenden Maßnahmen bestraft. Seine Frau protestierte jahrelang bei Behörden und öffentlichen Stellen gegen die Haftbedingungen ihres Mannes. 1985 schloss sich Amnesty International den Forderungen nach Beendigung der Einzelhaft an.

### Leben nach der Haftentlassung
Am 6. August 1987 wurde Kneifel im Rahmen eines Agenten- und Dissidentenaustausches zwischen der Bundesrepublik und DDR abgeschoben. Die vorausgegangenen Verhandlungen hatten Klaus Gysi, der damalige DDR-Staatssekretär für Kirchenfragen, und Johannes Hempel, der sächsische Landesbischof von 1971 bis 1994, geführt.
Da er bei seinem Anschlag Menschenleben gefährdet hatte, wurde er nach der Wende nicht gemäß dem Strafrechtlichen Rehabilitierungsgesetz rehabilitiert. Er erhielt eine Entschädigung als politischer Gefangener. 1990 stellte er Strafanzeigen gegen Mitarbeiter der Haftanstalt, die Verfahren wurden jedoch sämtlich eingestellt.
Im Juli 1991 wurde das Panzerdenkmal auf Beschluss des Chemnitzer Stadtrates entfernt, der Panzer befindet sich heute im Bayerischen Armeemuseum in Ingolstadt.
Am 9. März 2005 referierte Kneifel auf einer Veranstaltung der TU Chemnitz, der Sächsischen Landeszentrale für politische Bildung und des Bundesbeauftragten für die Stasi-Unterlagen unter dem Motto Als der Panzer bebte über seinen Anschlag. Organisiert wurde die Veranstaltung von dem Historiker Eckhard Jesse.

### Kontakte zur rechtsextremen Szene
Josef Kneifel pflegte enge Kontakte zur deutschen Neonaziszene. Am 18. März 2006 nahm er als Mitglied an der Jahreshauptversammlung der rechtsextremen Hilfsorganisation für nationale politische Gefangene und deren Angehörige (HNG) in Dillstädt teil.
Am 7. April 2007 referierte Kneifel auf einer Veranstaltung der rechtsextremen IG Chemnitzer Stadtgeschichte im Ratskeller Chemnitz. Am 13. August 2011 referierte Kneifel auf einer Veranstaltung der NPD im Nationalen Zentrum Leipzig zum Thema Russenpanzer vom Sockel geholt!.
In einem Interview mit der Sächsischen Zeitung im Jahre 2006 gab er an, sich nicht als Neonazi zu sehen, sondern als Gerechtigkeitsfanatiker.